# Laurie Graham (Autorin)
Laurie Graham (* 25. November 1947 in Leicester, England) ist eine britische Autorin.

## Werdegang
Graham schrieb von 1987 bis 1991 wöchentliche Kolumnen für "The Daily Telegraph" und den "Sunday Telegraph". Zudem war sie Redakteurin des "She" Magazins und des "Cosmopolitan". Graham schrieb zehn Romane und verschiedene Sachbücher.
Sie war verheiratet und hat vier Kinder; ihr Mann starb 2020. Sie lebt in County Dublin in Irland.

## Werke
Romane
- The Man for the Job. 1986, ISBN 0-7011-3981-1.
- Perfect Meringues. 1997, ISBN  0-552-99657-2.
- The Dress Circle. 1998, ISBN 0-552-99760-9.
- Dog Days, Glenn Miller Nights. 2000, ISBN 0-552-99759-5.
- The Future Homemakers of America. 2001, ISBN 1-84115-312-5.
- The Unfortunates. 2002, ISBN 1-84115-314-1.
- Mr Starlight. 2004, ISBN 0-00-714673-6.
- Gone With The Windsor.s 2005, ISBN 0-00-714675-2.
- The Importance of Being Kennedy. 2007, ISBN 978-000-722884-3.
- The Ten O’Clock Horses. 1996, ISBN 0-552-99656-4.
- Life according to Lubka. 2010, ISBN 1-8491-6182-8.
- At Sea. 2010, ISBN 1-8491-6218-2.

Sachbücher
- Handbuch der feinen englischen Art. 1992.
- Überlebensbuch für die Eltern. 1993, Dtv 2005.
- Überlebensbuch für die Ehe. 1994, ISBN 978-3423118149.